# Maria Isabel de Alcântara
Maria Isabel de Alcântara, contessa di Iguaçu (San Paolo, 28 febbraio 1830 – San Paolo, 5 settembre 1896), è stata una nobildonna brasiliana.

## Biografia
Maria Isabel era la figlia dell'imperatore Pietro I del Brasile, e della sua amante, Domitila de Castro. Trascorse l'infanzia all'ombra della famiglia imperiale. Anche se era il risultato della relazione extraconiugale tra suo l'imperatore e la sua amante, crebbe allo stesso modo dei suoi fratelli. Le conseguenze di questo rapporto si manifestarono solo più tardi.
La sua formazione seguì il più perfetto modello europeo, studiando le tradizionali regole del galateo, proprio come le sue sorelle. La sua vita fu circondata da abiti e porcellane, ed ebbe un'infanzia semplice e comune per i membri della nobiltà brasiliana.
Venne battezzata Maria Isabel in onore della sua quarta e defunta sorella, la duchessa di Ceará, morta a due mesi nel 1828.
A differenza dei suoi fratelli, non ricevette alcun titolo da suo padre, a causa del suo nuovo matrimonio con la principessa Amelia di Leuchtenberg.
Quando morì nel 1834, l'imperatore Pietro I riconobbe Maria Isabella nel suo testamento ma non le lasciò alcun bene, limitandosi a chiedere all'imperatrice Amelia di prendersi cura di lei. L'imperatore avrebbe voluto che sua figlia ricevesse una buona educazione in Europa, come quella data a sua sorella maggiore. Tuttavia, la marchesa de Santos rifiutò di vedere un'altra delle sue figlie partire per l'Europa e Maria Isabel rimase in Brasile.
Ricevette vaste terre dal fratellastro Pietro II del Brasile, tra cui diversi pascoli e bestiame a Juiz de Fora, Ouro Preto, nei suoi distretti di Antônio Pereira, Cachoeira do Campo, Lavras Novas e Amaranthine.
Oltre ai terreni di Congonhas, Moeda e Mariana. 

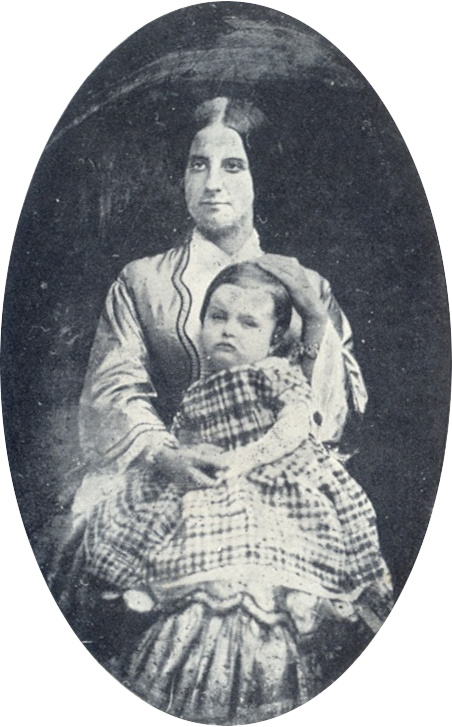
Maria Isabel con in braccio uno dei suoi figli, 1852

## Matrimonio
Il 2 settembre 1848, Maria Isabel sposò Pedro Caldeira Brant (20 giugno 1814–18 febbraio 1881), conte di Iguaçu, diventando la sua seconda moglie. Suo marito era figlio del marchese di Barbacena. La coppia ebbe sette figli:
- Isabel Caldeira Brant (gennaio 1849–19 luglio 1849);
- Pedro de Alcântara Caldeira Brant (18 novembre 1850-dicembre 1868), sposò Maria Luísa Pereira de Brito, ebbero figli;
- Luís de Alcântara Caldeira Brant;
- Maria Teresa Caldeira Brant (11 settembre 1852-1875), sposò Charles Collins, ebbero figli;
- Isabel Maria Caldeira Brant (7 agosto 1854-6 febbraio 1884), sposò Antônio Dias Pais Leme, ebbero figli;
- Deolinda da Conceição Caldeira Brant (4 dicembre 1858-27 gennaio 1921), sposò Claudiano Bonifácio dos Santos, ebbero figli;
- João Severino de Alcântara Caldeira Brant, sposò Salviana Cândida Fortes, ebbero figli.

Viveva con suo marito a Nova Iguaçu, a Engenho de Santo Antônio de Jacutinga. La proprietà si estende su quello che oggi è il comune di Belford Roxo.

## Morte
Morì il 6 settembre 1896. Fino al 2015, il suo luogo di sepoltura rimase un mistero. Per circa 120 anni nessuno riuscì a localizzare il luogo in cui fu sepolta, a differenza della maggior parte della famiglia imperiale.
La contessa viaggiò tra San Paolo e Rio de Janeiro per gran parte della sua vita. Inoltre, molti nobili brasiliani furono spesso sepolti in Europa, come Germania e Portogallo. Ma gli storici non sono riusciti a trarre conclusioni su dove fosse realmente.
Recentemente, l'architetto e storico Paulo Rezzutti decise di dedicarsi alla ricerca del cimitero dove fu sepolta Maria Isabel. Analizzò vari necrologi e articoli di giornale. Fu così che scoprì "As Raízes da Condessa de Iguaçu" pubblicato da O Estado de S. Paulo il 6 settembre 1896.
Da questo indizio trovò il registro civile di Santa Ifigênia, che diceva: "Fu sepolta nel cimitero municipale". Fu sepolta nel cimitero di Consolação, la tomba della contessa era accanto a quella di sua madre, la marchesa de Santos. Rezzutti controllò l'archivio storico comunale e trovò la lapide: sulla lapide non c'erano ornamenti né il suo nome inciso sulla pietra.